# Pacaca (Costa Rica)
Pacaca es una localidad indígena de Costa Rica. Hay indicios que desde el decenio de 1520 existía un grupo indígena denominado con ese nombre, aunque no fue sino hasta 1561-1562 que quedó sujeto a la autoridad española, debido a la acción conquistadora de Juan de Cavallón y Arboleda y de su teniente Antonio Álvarez Pereyra. En esa época, el asentamiento de Pacaca se encontraba ubicado en el lugar que hoy ocupa la población de Tabarcia. Su rey se llamaba Coquiba y tenía un hermano, el príncipe Quizarco, al que Cavallón hizo encadenar y azotar. Otros dos personajes importantes de la corte de Coquiba eran dos nobles llamados Cho y Torapo, "que ha de ser heredero".
En la ilegal distribución de encomiendas efectuada en 1569 por el gobernador Pero Afán de Ribera y Gómez, la comunidad de Pacaca fue adjudicada a la Corona, motivo por el cual a fines del siglo XVI se erigió el Corregimiento de Pacaca, que subsistió hasta 1660. A principios del siglo XVII fue trasladado a otro sitio, a orillas del río Pacaca. 
Aunque su población de cayó paulatinamente, durante los siglos XVII y XVIII Pacaca fue uno de los pueblos indígenas más numerosos e importantes de Costa Rica. A los pocos años de producirse la separación de España empezaron a avecindarse en la localidad personas no indígenas, lo que resultó en la pérdida definitiva de su identidad cultural autóctona, que hoy solo se conserva en las pequeñas comunidades de Quitirrisí y Zapatón. 
Al efectuarse la división administrativa de la República (1848), Pacaca fue ubicada en la jurisdicción del cantón de Escazú, en calidad de distrito. En 1883 el territorio fue erigido en cantón, al que posteriormente se le dio el nombre de Mora. A principios del siglo XX, el nombre de la población cabecera fue cambiado por el de Villa Colón (hoy Ciudad Colón).